# Николай (Гольштейн-Рендсбург)
Николай (Клаус) (1321 — 8 мая 1397) — граф Гольштейн-Рендсбурга с 1340.
Правил совместно с братом, а после его смерти — с племянниками. В 1390 году они унаследовали графство Гольштейн-Киль, в состав которого с 1350 г. входил и Гольштейн-Плён. Таким образом, в их руках оказался весь Гольштейн кроме Пиннеберга.
Также Николай (Клаус) в 1375—1386 гг. был правителем герцогства Шлезвиг (до 1384 г. вместе с братом — Генрихом II). В 1386 году с согласия датского короля Олафа II передал Шлезвиг сыну Генриха II Герхарду VI.
В 1354 году женился на Елизавете, дочери герцога Вильгельма II Брауншвейг-Люнебургского, вдове Оттона Саксен-Виттенбергского. Единственный ребёнок — дочь:
- Елизавета (1360 — 25 января 1416), первый муж — Альбрехт IV Мекленбург-Шверинский (1363—1388), второй муж — герцог Эрих V Саксен-Лауэнбургский.

Николай умер в 1397 году. Ему наследовали племянники — Герхард VI и Альбрехт II. После смерти дяди они разделили все свои владения, в результате Герхарду VI достался Гольштейн-Зегеберг, его брату — Гольштейн-Рендсбург.